# Poste frontalier de Poker Creek–Little Gold Creek
Le poste frontalier de Poker Creek–Little Gold Creek est un poste-frontière situé entre le territoire canadien du Yukon et l'État américain de l'Alaska le long de la frontière entre le Canada et les États-Unis. Il relie les communautés de Tok en Alaska et de Dawson City au Yukon. Il s'agit du poste frontalier situé le plus au nord de l'Amérique du Nord et l'un des postes frontaliers les plus élevés étant situé à une élévation de 1 258 m.
Le poste frontalier de Poker Creek–Little Gold Creek est traversé par la route appelée Top of the World Highway qui a été complétée en 1955. Jusqu'en 1971, les États-Unis effectuaient les contrôles frontaliers à Tok avant d'établir un poste frontalier à la frontière. Depuis 2001, les États-Unis et le Canada ont construit un poste de contrôle conjoint.